# Acquaviva delle Fonti (stacja kolejowa)
Acquaviva delle Fonti – stacja kolejowa w Acquaviva delle Fonti, w regionie Apulia, we Włoszech. Znajdują się tu 2 perony. Stacja położona jest na linii Bari-Taranto.

## Dane
Stacja składa się z 2 peronów i 4 krawędzi peronowych. Dla pasażerów przeznaczone są 3 krawędzie połączone ze sobą platformą umieszczoną między peronami.

## Ruch kolejowy
Na stacji zatrzymują się wszystkie pociągi sklasyfikowane jako regionalne. W przeszłości była stacją końcową i przystankiem dla niektórych pociągów Intercity.
| Acquaviva delle Fonti               |  |                                  |
| Linia Bari – Taranto (41 km)        |  |                                  |
| Sannicandro di Bariodległość: 10 km |  | Gioia del Colle odległość: 13 km |